# 1960年スコーバレーオリンピックのノルウェー選手団
1960年スコーバレーオリンピックのノルウェー選手団（1960ねんスコーバレーオリンピックのノルウェーせんしゅだん）は、1960年2月18日から2月28日までアメリカ合衆国のスコーバレーで開催された1960年スコーバレーオリンピックのノルウェー選手団、およびその競技結果。

## 概要
今大会は金メダル3個、銅メダル3個の合計6個のメダルを獲得した。
スピードスケート男子10000mでは、クヌート･ヨハネッセンが世界新記録をマークし、金メダルを獲得した。

## メダル
| メダル | 選手名                                                                                          | 競技                   | 種目             |
| ------ | ----------------------------------------------------------------------------------------------- | ---------------------- | ---------------- |
| 金     | ロアルト・オース                                                                                | スピードスケート       | 男子1500m        |
| 金     | クヌート･ヨハネッセン                                                                           | スピードスケート       | 男子10000m       |
| 金     | ホーコン・ブルースヴェーン                                                                      | クロスカントリースキー | 男子15km         |
| 銀     | クヌート・ヨハネッセン                                                                          | スピードスケート       | 男子5000m        |
| 銀     | ハラルド・グルンニンゲン ホルガイル・ブレンデン アイナル・オストビー ホーコン・ブルースヴェーン | クロスカントリースキー | 男子4×10kmリレー |
| 銀     | トルモト・クヌートセン                                                                          | ノルディック複合       | 男子個人         |

## 参考資料
- 1960年スコーバレーオリンピック公式資料 (PDF)